# 瓦氏夫人
瓦氏夫人（1496年—1555年），明朝嘉靖年间抗倭将领，本姓岑，归顺直隶州（今靖西）人人，归顺州知州（土官）岑璋之女。

## 生平
她自幼聪明好学，随父攻读，习练武艺，用剑，精通兵法。长大成人以后，按照壮族土官时代盛行的“官家与官家婚”以及“婚姻不避同姓”的惯例，嫁给田州指挥同知岑猛为妻。丈夫不义之行多有阻，深明大义，甚得族人爱戴。嘉靖六年（1527年）其夫和儿子岑邦彦被控谋逆不轨，先后被杀。曾代替孙子岑芝和曾孙岑大寿任田州州事。在职时勤于政务，善理州政，建义学、兴教育，召集流民，稳定秩序。“凡州之利弊，躬为规画，内外凛然”。
嘉靖三十三年（1554年）倭寇大举进犯中国东南沿海，朝廷令兵部尚书张经征调各省土兵配合官军抗倭。年近花甲的瓦氏夫人请命应征，被授予“女官參將總兵”，率田州及东兰、那地、南丹等州兵六千余人，赴江浙沿海剿倭，“誓不与贼俱生”。率兵英勇善战，秋毫无犯。隔年（1555年）四月，瓦氏夫人应征率兵至苏州，隶属俞大猷部下；田州土官岑大禄年幼，瓦氏夫人訓練训练壮族子弟7500人出战，她的几个儿子和孙子都在抗倭战争中陣亡；瓦氏率狼兵在金山卫大战倭寇，毙敌4000余人；在王江泾（今浙江嘉兴北州里）一役中，联合湘西“土兵”大败倭寇，一举灭倭四千余人，获得抗倭以来一次重大胜利；六月，在陆泾坝斩倭首三百余级，烧倭船二十余艘。“花瓦家，能杀倭”的民谣在江浙广为传颂。因功被嘉靖帝封为二品夫人。七月，告老还乡，回到田州。不久病逝，享年59岁，追封“淑人”。